# Kraljevi Rima
Kralj Rima (latinski: rex, regis) bio je glavni magistrat Rimskog Kraljevstva. Kraljevi, s izuzetkom Romula koji je to postao samim osnivanjem grada, sve je bio izabrao narod da bi služili doživotno, a nijedan do prijestolja nije došao oružanom silom. Iako nije bilo nasljednog principa kod prva četiri monarha, s petim kraljem Tarkvinijem Priskom, kraljevsko nasljedstvo ustanovljavalo se kroz ženski dio obitelji umrlog kralja. Zbog toga su drevni povjesničari tvrdili da je kralj bio izabran temeljem svojih vrlina, a ne podrijetlom.
Sedmorica rimskih kraljeva su prema legendi prvih sedam kraljeva koji su vladali gradom Rimom. To su bili redom: Romul, Numa Pompilije, Tul Hostilije, Anko Marcije, Tarkvinije Stari, Servije Tulije i Tarkvinije Oholi. Treba uzeti sa zadrškom njihov broj jer se smatra da je u 250 godina trajanja Rimskog kraljevstva moralo biti više kraljeva. Vjerojatnije je da imena ostalih kraljeva tradicija nije sačuvala.

## Popis rimskih kraljeva
| Kraljevi Rima           | Kraljevi Rima                            |
| Kralj                   | Tradicionalna vladavina                  |
| ----------------------- | ---------------------------------------- |
| Romul                   | 753. pr. Kr. – 716. pr. Kr.              |
| Numa Pompilije          | 715. pr. Kr. – 674. pr. Kr.              |
| Tul Hostilije           | 673. pr. Kr. – 642. pr. Kr.              |
| Anko Marcije            | 642. pr. Kr. – 617. pr. Kr.              |
| Lucije Tarkvinije Prisk | 616. pr. Kr. – 579. pr. Kr.              |
| Servije Tulije          | 578. pr. Kr. – 535. pr. Kr.              |
| Lucije Tarkvinije Oholi | 535. pr. Kr. – 510. pr. Kr./509. pr. Kr. |